# Aaron Burckhard
Aaron Burckhard (Oakland, 14 novembre 1963) è un batterista statunitense che ha militato nei Nirvana nel 1987.
Non partecipò né alle session del Fecal Matter Demo né a quelle di Bleach, ma i primi cinque brani del box-set hanno lui alla batteria. Dopo avere lasciato il gruppo di Kurt Cobain, Aaron entrerà a far parte degli Attica.